# SN 2001kf
SN 2001kf – supernowa typu II-P odkryta 10 października 2001 roku w galaktyce A222134+0016. W momencie odkrycia miała maksymalną jasność 23,10m.